# Mountbatten (métro de Singapour)
Mountbatten est une station de métro à Singapour. 